# Lista de prefeitos de Guariba (São Paulo)
Esta é uma lista de intendentes, interventores, sub-prefeitos e prefeitos do município de Guariba, estado brasileiro de São Paulo, desde a fundação de seu povoado até os dias atuais.

## Primeiros Registros
Os Primeiros registros de autoridades no então povoado, está relacionado após as inaugurações das estações ferroviárias de Guariba e Hammond (Fazenda Barreiro) em 06/06/1892, pela Rio Claro Railway Company. Apenas em 12/04/1897 foi criado do Distrito Policial de Guariba, com a nomeação de um subdelegado responsável pelo referido distrito.
| Data                  | Nome                            | Função                                    |
| --------------------- | ------------------------------- | ----------------------------------------- |
| 12/04/1897 Posse      | Bartholomeu da Silva Prado      | Subdelegado de Polícia                    |
| 18/08/1897 Exonerado  | Bartholomeu da Silva Prado      | Subdelegado de Polícia                    |
| 18/08/1897 Exonerado  | Rodolpho Rodrigues              | Subdelegado de Polícia (substituto)       |
| 18/08/1897 Posse      | Fernando Eugênio Paes de Barros | Primeiro sub-delegado de Policia          |
| 18/08/1897 Posse      | Armando José de Moraes          | Segundo sub-delegado de Policia           |
| 18/08/1897 Posse      | Braulio Augusto de Oliveira     | Terceiro sub-delegado de Policia          |
| 30/12/1897 Exoneração | Armando José de Moraes          | Segundo sub-delegado de Policia           |
| 30/12/1897 Posse      | Fernando Eugênio Paes de Barros | Primeiro sub-delegado de Policia          |
| 30/12/1897 Posse      | Batholomeu Bueno da Silva       | Segundo sub-delegado de Policia           |
| 30/12/1897 Posse      | Cherubim Dias Chaves            | Terceiro sub-delegado de Policia          |
| ~1900 Posse           | Domingos Braga                  | Recebedor Municipal e Escrivão de Polícia |
| ~1900 Posse           | Aprígio Rocha                   | Fiscal de Municipalidade                  |
| ~1900 Posse           | Vespasiano Vaz de Arruda        | Subdelegado de Polícia                    |
| 20/09/1900 Exoneração | Amando José Novais              | Segundo sub-delegado de Policia           |
| 20/09/1900 Posse      | Elpídio Alves Bastos            | Segundo sub-delegado de Policia           |

## Distrito de Paz São Matheus de Guariba (1904-1906)
Em Guariba, somente com a instalação do Distrito de Paz em através do projeto de Lei Estadual de nº. 917 de 3 de agosto de 1904, sancionada pelo Presidente do Estado de São Paulo, Dr. Jorge Tibiriçá. Destaca-se ao longo de 1904 a atuação de Vespasiano Vaz de Arruda, junto ao Governo de São Paulo para a transformação do simples povoado em distrito de paz.
| Data                   | Nome                    | Função                                                                     |
| ---------------------- | ----------------------- | -------------------------------------------------------------------------- |
| 07/01/1905 Posse       | Oroncio Vaz de Arruda   | Primeiro Juiz de Paz                                                       |
| 07/01/1905 Posse       | João de Almeida         | Segundo Juiz de Paz                                                        |
| 30/10/1904 Desistência | Joaquim do Amaral Alves | Terceiro Juiz de Paz (Desistiu antes da Assumir em 30/10/1904)             |
| 07/01/1905 Posse       | Alexandre Rosa          | Terceiro Juiz de Paz (Assumiu a chapa em Substiuição de Joaquim do Amaral) |
| 11/01/1905 Posse       | Domingos Braga          | Cartório e Ofício do Registro Civil                                        |
| 11/01/1905 Posse       | Elpídio Alves Bastos    | Agente Recebedor de Impostos                                               |
| 11/01/1905 Posse       | Aprígio Rocha           | Fiscal Municipal                                                           |

## Subprefeitura de Guariba (1906-1917)
Em 19 de dezembro de 1906 o governo estadual paulista implantou as Sub-Prefeituras Distritais (Lei Estadual nº 1.038) cabendo a Guariba a nomeação de um Sub-Prefeito, ligado à prefeitura de Jaboticabal
| Data                        | Nome                            | Função                           |
| --------------------------- | ------------------------------- | -------------------------------- |
| ~ 05/1907 Posse             | Theodoro C. Magalhães           | Sub-Prefeito                     |
| ~ 05/1907 Posse             | Juvenal Correa                  | Recebedoria                      |
| ~ 05/1907 Posse             | Aprígio Rocha                   | Fiscalização                     |
| 21/09/1907 Posse            | Jeronymo Augusto da Rocha Neves | Subdelegado de Policia           |
| 21/09/1907 Exoneração       | Samuel Augusto de Oliveira      | Subdelegado de Policia           |
| 16/01/1908 Posse            | Theodoro C. Magalhães           | Sub-Prefeito                     |
| 03/10/1908 Exoneração       | Florencio Gonçalves             | Segundo sub-delegado de Policia  |
| 03/10/1908 Exoneração       | Antonio Albino                  | Terceiro sub-delegado de Policia |
| 03/10/1908 Posse            | Elpídio Alves Bastos            | Primeiro sub-delegado de Policia |
| 03/10/1908 Posse            | Antonio Simões Mortagna         | Segundo sub-delegado de Policia  |
| 03/10/1908 Posse            | Manoel Ortiz                    | Terceiro sub-delegado de Policia |
| 28/03/1909 Exoneração       | Elpídio Alves Bastos            | Primeiro sub-delegado de Policia |
| 29/05/1909 Posse            | Joaquim do Amaral Alves         | Primeiro sub-delegado de Policia |
| 16/01/1910 Posse            | José Tavares Paes               | Sub-Prefeito                     |
| ~ 03/1910 Posse             | Elpídio Alves Bastos            | Sub-Prefeito                     |
| 16/09/1910 Posse            | Joaquim do Amaral               | Terceiro sub-delegado de Policia |
| 25/09/1910 Exoneração       | Joaquim do Amaral               | Terceiro sub-delegado de Policia |
| 25/09/1910 Exoneração       | Joaquim do Amaral Alves         | Primeiro sub-delegado de Policia |
| 25/09/1910 Posse            | Joaquim do Amaral               | Primeiro sub-delegado de Policia |
| 12/05/1911 Exoneração       | Joaquim do Amaral               | Primeiro sub-delegado de Policia |
| 25/09/1910 Posse            | Persio do Amaral Pestana        | Terceiro sub-delegado de Policia |
| 19/09/1911 Posse            | Joaquim do Amaral               | Fiscal Municipal                 |
| 26/04/1912 Posse            | Manoel Ortiz                    | Primeiro sub-delegado de Policia |
| 31/05/1912 Exoneração       | Joaquim do Amaral               | Fiscal Municipal                 |
| 31/05/1912 Posse            | Manuel dos Santos               | Fiscal Municipal                 |
| 28/10/1913 Posse            | Elpídio Alves Bastos            | Primeiro Juiz de Paz             |
| 28/10/1913 Posse            | Joquim do Amaral Alves          | Segundo Juiz de Paz              |
| 28/10/1913 Posse            | José Augusto de Oliveira Primo  | Terceiro Juiz de Paz             |
| 17/01/1914 Posse            | Elpídio Alves Bastos            | Sub-Prefeito                     |
| 16/10/1915 Posse (Reeleito) | Elpídio Alves Bastos            | Sub-Prefeito                     |
| 29/07/1915 Exoneração       | Manoel Ortiz                    | Primeiro sub-delegado de Policia |
| 29/07/1915 Posse            | Paulino Rodrigues Figueiredo    | Primeiro sub-delegado de Policia |
| 18/08/1915 Exoneração       | Persio do Amaral Pestana        | Terceiro sub-delegado de Policia |
| ~ 1917 Posse                | José Pereira Guimarães Coutinho | Sub-Prefeito                     |
| 20/03/1918 Posse            | Antonio Jatobá                  | Agente Recebedor de Impostos     |
| 23/04/1919 Exoneração       | Domingos Braga                  | Escrivão Municipal               |
| 08/07/1919 Exoneração       | Francisco Gomes de Brito        | Segundo sub-delegado de Policia  |

## República Velha - Primeiros Prefeitos do município (1918-1930)
Cerca de seiscentos cidadãos, residentes no então Distrito de Paz de Guariba da Comarca de Jaboticabal  enviaram uma representação ao então Congresso Legislativo do Estado de São Paulo, nome pelo qual atendia naquela época o Legislativo Paulista. Nela requeriam a criação do Município de Guariba. Considerando justo o pedido, a Comissão de Estatística e Divisão Civil e Judiciária da Câmara dos Deputados do Estado de São Paulo apresentou, em 15 de Outubro de 1917, o Projeto de Lei nº 21, em cuja justificativa se apresentavam alguns dados do então distrito de paz: “Guariba tem população acima de doze mil almas, produz renda superior a 40:000$000 [quarenta contos de réis], possui, dentro do seu território, sessenta e cinco fazendas e sítios com cerca de sete milhões e quinhentos mil cafeeiros, 524 eleitores, e, na sede do distrito, duzentos e cinquenta e três prédios, sendo que, destes, cento e dezoito são ocupados por casas comerciais, duas escolas para o sexo masculino, duas para sexo feminino, além de uma municipal frequentada por 250 alunos.”
Os parlamentares paulistas acataram o pleito e aprovaram o projeto, transformando-o na Lei nº 1.562, de 6 de Novembro de 1917 , com apoio do Senador Lacerda Franco e do Deputado Plínio de Godoy Moreira e Costa, no qual Guariba ganhou sua autonomia administrativa tornando-se município, que foi instalado em 10 de abril de 1918.
| Mandato | Nome                     | Imagem | Início do Mandato                         | Fim do Mandato                              | Observação |
| ------- | ------------------------ | ------ | ----------------------------------------- | ------------------------------------------- | --- |
| 1       | Antônio Sobral Netto     |        | 1º Período 10/04/1918 2º Período nov/1918 | 1º Período 31/09/1918 2º Período 31/01/1919 | Nomeado pela Câmara, com a seguinte composição: - Antônio Sobral Netto - Antônio Gonçalves de Almeida - Aristodemo Rossi - José Bonifácio do Amaral - João Franco de Camargo Formação: Médico (Faculdade de Medicina, Atual UFRJ, Turma de 1909) Atuou em Guariba na décadas de 20 e 30                                     |
| 1       | José Bonifácio do Amaral |        | 01/10/1918                                | nov/1918                                    | Nomeado pela Câmara Assumiu provisóriamente na ausência de Antônio Sobral Netto (Era o vice-prefeito) Ocupação: Fazendeiro de Café (Proprietário da Fazenda Santa Cândida, que fora o Sítio Velho do Fundador Joaquim Matheus Correa) Faleceu aos 83 anos (1944) em Bela Vista, São Paulo decorrente de um colapso cardíaco |
| 2       | Antônio Sobral Netto     |        | 01/02/1919                                | 31/01/1923                                  | Nomeado pela Câmara Sub-prefeito: Aristodemo Rossi Presidente da Câmara Municipal: Joaquim da Cunha Bueno Júnior Presidente da Camara: Vaspasiano Vaz de Arruda 1º Juiz de Paz: Sylvio Vaz de Arruda 2º Juiz de Paz: Francisco Paschoal Faro 3º Juiz de Paz: Rodolpho Albino                                                |
| 3       | Antônio Sobral Netto     |        | 01/02/1923                                | 31/01/1927                                  | Nomeado pela Câmara Sub-prefeito: Aristodemo Rossi Presidente da Câmara Municipal: Joaquim da Cunha Bueno Júnior Inaugurou a Santa Casa de Misericórdia de Guariba em 10/10/1926 Faleceu aos 63 anos (1946) na Cerqueira César, São Paulo decorrente de Miocardioesclerose                                                  |
| 4       | Sylvio Vaz de Arruda     |        | 01/02/1927                                | 29/10/1930                                  | Nomeado pela Câmara É irmão de Oroncio Vaz de Arruda (Primeiro Juiz de Paz do Distrito) É sobrinho de Vespasiano Vaz de Arruda (Subdelegado de Polícia) Formação: Farmacêutico (Escola de Pharmacia, atual FCF-USP, Turma 1906)                                                                                             |

## Prefeitos no Governo Provisório (1930-1934) e Governo Constitucional (1934-1937)
Em 30/09/1930 dá se a posse da Junta Governativa em consequência da Revolução de 30, com a seguinte composição: Adelino Alves, Epaminondas Fernandes, Francisco Consistré, Francisco de Toledo Arruda, José Correa Leite Filho, José Pereira Guimarães Coutinho, José Silva, Luís Cláudio Capovilla, Miguel Alves Bastos, Milton Rocca, Paulo Valentie de Oliveira, Sebastião Garcia, Sebastião Teixeira Braga, Sylvio Vaz de Arruda, Victor Valentie de Oliveira.
| Mandato | Nome                              | Imagem | Início do Mandato | Fim do Mandato | Observação |
| ------- | --------------------------------- | ------ | ----------------- | -------------- | --- |
| 1       | Francisco de Toledo Arruda        |        | 30/10/1930        | 03/11/1930     | Nomeado pela Junta Governativa para o exercício do cargo de Prefeito. Ocupação: Fazendeiro Atuou na política de Jaú, assumindo o posto de prefeito em 1924 Faleceu aos 64 anos (1942) em Santos, São Paulo decorrente de síncope bulbar                  |
| 2       | Victor Valentie de Oliveira       |        | 04/11/1930        | 17/03/1931     | Nomeado Prefeito Formação: Engenheiro Agrônomo (ESALQ, USP, Turma 1916) Atuou a partir de 1939 no Ministério da Agricultura (DASP) |
| 3       | Epaminondas Fernandes de Oliveira |        | 18/03/1931        | 15/07/1932     | Nomeado Prefeito Formação: Médico (Faculdade de Medicina da Universidade do Brasil, atual UFRJ, Turma de 1918) Atuou no Hospital Central do Exército (HCE-RJ) em 1919 Atuou em Machado (MG) em 1924 e 1925 Atuou em Guariba (SP) de 1925 a 1935          |
| 4       | Victor Valentie de Oliveira       |        | 16/07/1932        | 07/10/1932     | Nomeado Prefeito Faleceu aos 61 anos (1955) em São Carlos, São Paulo decorrente de Leucemia |
| 5       | Pedro Faro                        |        | 08/10/1932        | 01/12/1932     | Nomeado Prefeito Formação: Cirurgião Dentista (Escola de Pharmacia, Odontologia e Obstetrícia de São Paulo, atual FO-USP) Faleceu aos 37 anos (1939) na Sé, São Paulo decorrente de um colapso cardíaco                                                  |
| 6       | Epaminondas Fernandes de Oliveira |        | 02/12/1932        | 10/10/1933     | Nomeado Prefeito Faleceu aos 69 anos (1964) no Rio de Janeiro decorrente de edema agudo no pulmão e insuficiência cardíaca |
| 7       | Alípio de Andrade                 |        | 11/10/1933        | 18/10/1933     | Nomeado Prefeito Ocupação: Contador da prefeitura municipal de Guariba Foi o primeiro presidente (01/05/1947) da agremiação "Guaribinha Futebol Clube" (atual Guariba Clube) do município de Guariba                                                     |
| 8       | Juvenal de Campos                 |        | 18/10/1933        | 20/06/1938     | Responsável interino Ocupação: Juiz de Paz (atuou em Guariba de 01/1931 a 03/1938 em registros de casamentos civis) Faleceu aos 93 anos (1995) em Americana, São Paulo                                                                                   |
| 8       | Rodolpho Albino                   |        | 18/10/1933        | 20/06/1938     | Responsável interino Ocupação: Fazendeiro/Industrial Desempenhou na década de 40 a função de Presidente da “Associação Rural da Zona de Cornélio Procópio” Faleceu aos 77 anos (1972) em Cornélio Procópio, Paraná decorrente de um infarto do miocárdio |
| 8       | José Francisco da Silva           |        | 18/10/1933        | 20/06/1938     | Responsável interino Ocupação: Lavrador |
| 8       | Sylvio Vaz de Arruda              |        | 18/10/1933        | 20/06/1938     | Nomeado como Prefeito Faleceu aos 67 anos (1946) no Jardim América, São Paulo decorrente de um edema agudo no pulmão |

## Prefeitos no Estado Novo (1938-1947)
Nesse período, os prefeitos eram nomeados através do Departamento das Municipalidades, representado pelo Interventor Federal no Estado de São Paulo, Adhemar Pereira de Barros. Os municípios do estado de São Paulo são subdivididos em "Distritos administrativos", sendo o município de Guariba presente no 12.º Distrito (com sede em Bebedouro, abrangendo os municípios de: Barretos, Bebedouro, Cajobí, Colina, Guariba, Jaboticabal, Monte Alto, Monte Azul Paulista, Nova Granada, Olímpia, Pirangi, Pitangueiras e Viradouro) 
| Mandato | Nome                           | Imagem | Início do Mandato | Fim do Mandato | Observação |
| ------- | ------------------------------ | ------ | ----------------- | -------------- | --- |
| 1       | José Francisco Silva           |        | 21/06/1938        | 31/07/1941     | Nomeado pelo interventor Federal |
| 2       | Bento Carlos Botelho do Amaral |        | 02/08/1941        | 20/11/1945     | Nomeado pelo interventor Federal Ocupação: Fazendeiro É filho de José Bonifácio do Amaral, que assumiu provisóriamente a prefeitura em 1918 |
| 3       | Eliseu de Campos Pinto         |        | 21/11/1945        | 11/12/1945     | Nomeado pelo interventor Federal Responsável interino Formação: Agrônomo Foi proprietário da Fazenda Santana em Guariba Faleceu aos 63 anos (1981) em São Paulo, São Paulo |
| 4       | Bento Carlos Botelho do Amaral |        | 12/12/1945        | 29/03/1946     | Nomeado pelo interventor Federal Faleceu aos 64 anos (1956) na Bela Vista, São Paulo decorrente a complicações gástricas |
| 5       | José Pacífico                  |        | 30/03/1946        | 21/02/1947     | Nomeado pelo interventor Federal Ocupação: Comerciante Faleceu aos 55 anos (1968) em Guariba, São Paulo decorrente de um acidente automobilístico |
| 6       | Alípio de Andrade              |        | 22/02/1947        | 02/04/1947     | Nomeados pelo interventor Federal Responsáveis interinos Ambos eram funcionários da Prefeitura Municipal de Guariba José Corrêa faleceu aos 71 anos (1973) em Jaboticabal, São Paulo decorrente a trombose cerebral Alípio de Andrade faleceu aos 85 anos (1990) em São Paulo, São Paulo |
| 6       | José Corrêa Leite Filho        |        | 22/02/1947        | 02/04/1947     | Nomeados pelo interventor Federal Responsáveis interinos Ambos eram funcionários da Prefeitura Municipal de Guariba José Corrêa faleceu aos 71 anos (1973) em Jaboticabal, São Paulo decorrente a trombose cerebral Alípio de Andrade faleceu aos 85 anos (1990) em São Paulo, São Paulo |
| 7       | Sebastião Duarte Varella       |        | 03/04/1947        | 31/12/1947     | Nomeado pelo interventor Federal Ocupação: Comerciante |

## Prefeitos na República Populista (1948-1963)
A Quarta República, também conhecida como República Populista, foi um período da história brasileira iniciado em 1946, com a posse de Eurico Gaspar Dutra, e finalizado em 1964, com o Golpe Civil-Militar que marcou o início da Ditadura Militar no Brasil. A República Populista foi marcada por intensas tensões políticas e pela política desenvolvimentista do Brasil.
| Mandato | Nome                         | Imagem | Início do Mandato | Fim do Mandato | Observação |
| ------- | ---------------------------- | ------ | ----------------- | -------------- | --- |
| 1       | José Francisco Silva         |        | 01/01/1948        | 31/12/1951     | Primeiro Prefeito e vice que foram eleitos em sufrágio universal Vice-Prefeito Eleito: Não era eleito a figura de vice-prefeito Faleceu aos 71 anos (1955) em Guariba, São Paulo decorrente de hemorragia Cerebral e hipertensão arterial |
| 2       | Antônio José Rodrigues Filho |        | 01/01/1952        | 31/12/1955     | Vice-Prefeito Eleito: Sebastião Duarte Varella Formação: Engenheiro Agrônomo (ESALQ, USP, Turma de 1935) Foi o primeiro presidente (1951 a 1966) da "SOCICANA - Associação dos Fornecedores de Cana de Guariba" Secretário de Agricultura e Abastecimento do Estado de São Paulo em 1964, 1965, 1969 e 1970 Vice-governador de São Paulo na gestão Laudo Natel (1971-1975) |
| 3       | Sebastião Duarte Varella     |        | 01/01/1956        | 31/12/1959     | Vice-Prefeito Eleito: Mário Pascoal Scalambino Faleceu aos 86 anos (2002) em Guariba, São Paulo |
| 4       | Paulo Mangoline              |        | 01/01/1960        | 31/12/1963     | Vice-Prefeito Eleito: Francisco Antônio Louzada Ocupação: Comerciante |

## Prefeitos no Regime Militar (1964-1983)
O Período Militar teve início com o Golpe Civil-Militar de 1964, articulado entre os dias 31 de março e 9 de abril de 1964, realizando a tomada de poder com a deposição do governo de João Goulart, o então presidente democraticamente eleito, subvertendo a ordem existente no país e dando início à Ditadura Militar. O regime ditatorial que se estendeu no Brasil de 1964 até 1985
| Mandato | Nome                         | Imagem | Início do Mandato | Fim do Mandato | Observação |
| ------- | ---------------------------- | ------ | ----------------- | -------------- | --- |
| 1       | Antônio José Rodrigues Filho |        | 01/01/1964        | 31/01/1967     | Vice-Prefeito Eleito: Ernesto de Angelis Faleceu aos 86 anos (2000) em São Paulo, São Paulo decorrente a um infarto cardíaco |
| 1       | Ernesto de Angelis           |        | 01/02/1967        | 31/01/1969     | Ocupação: Comerciante Por renúncia de Dr. Antônio José Rodrigues Filho, Ernesto de Angelis (vice-prefeito) assume como titular. O governo militar implantado pela Revolução de 64 havia ampliado o período de mandato dos prefeitos municípais Faleceu aos 75 anos (1988) em Guariba, São Paulo |
| 2       | Paulo Mangoline              |        | 01/02/1969        | 31/01/1973     | Vice-Prefeito Eleito: Raul Bauab |
| 3       | Francisco Antônio Louzada    |        | 01/02/1973        | 31/01/1977     | Vice-Prefeito Eleito: Fernando Baldan Ocupação: Oficial de Justiça da Comarca de Guariba Faleceu aos 61 anos (1994) em Guariba, São Paulo decorrente de câncer de pulmão |
| 4       | Paulo Mangoline              |        | 01/02/1977        | 21/11/1982     | Vice-Prefeito Eleito: Raul Bauab |
| 4       | Raul Bauab                   |        | 22/11/1982        | 31/01/1983     | Vice-prefeito assumiu por motivo de licença do prefeito Paulo Mangoline Mandato foi prorrogado até 31/01/1983 pela Emenda Constitucional n° 14 de 09/11/1980 Faleceu aos 61 anos (1992) em Guariba, São Paulo decorrente a Insuficiência hepática                                               |

## Prefeitos na Nova República (1983 - Atual)
A Nova República, iniciada em 1985, marcou a transição do Brasil para a democracia após o regime militar. Caracterizou-se por eleições diretas e a promulgação da Constituição de 1988, estabelecendo princípios democráticos e direitos fundamentais 
| Mandato | Nome                          | Imagem | Início do Mandato                           | Fim do Mandato                              | Observação |
| ------- | ----------------------------- | ------ | ------------------------------------------- | ------------------------------------------- | --- |
| 1       | Evandro Vitorino              |        | 01/02/1983                                  | 31/12/1988                                  | Vice-Prefeito Eleito: João Evangelista Rodrigues de Oliveira Mandato prorrogado até 31/12/1988 pela nova Constituição de 1988 Ocupação: Empreeiteiro Faleceu aos 57 anos (2002) em Guariba, São Paulo decorrente de insuficiência hepática |
| 2       | Paulo Mangoline               |        | 1º Período 01/01/1989 2º Período 01/12/1992 | 1º Período 05/11/1992 2º Período 31/12/1992 | Vice-Prefeito Eleito: Dario Pimenta Rocha Faleceu aos 86 anos (2015) em Guariba, São Paulo |
| 2       | Dario Pimenta Rocha           |        | 06/11/1992                                  | 30/11/1992                                  | Vice-prefeito assumiu por motivo de licença do prefeito Ocupação: Comerciante |
| 3       | Zilda Pedro Vitorino          |        | 01/01/1993                                  | 31/12/1996                                  | Vice-Prefeito Eleito: Hermínio de Laurentiz Neto Ocupação: Comerciante Esposa do ex-prefeito Evandro Vitorino |
| 4       | Hermínio de Laurentiz Neto    |        | 01/01/1997                                  | 31/12/2000                                  | Vice-Prefeita Eleita: Antoninha de Lourdes Panobianco Petrini Formação: Direito (UNAERP, Turma 1982) |
| 5       | Hermínio de Laurentiz Neto    |        | 01/01/2001                                  | 31/12/2004                                  | Vice-Prefeito Eleito: João Gilberto Caporusso Primeira eleição municipal em urnas eletrônicas, disponíveis para todos os eleitores. Prefeito Reeleito (2º Mandado)                                                                         |
| 6       | Mario Sérgio Cazeri           |        | 01/01/2005                                  | 31/12/2008                                  | Vice-Prefeito Eleito: Antônio Maduro Ocupação: Agente Administrativo |
| 7       | Hermínio de Laurentiz Neto    |        | 01/01/2009                                  | 14/10/2012                                  | Vice-Prefeita Eleita: Márcia Regina Scalon Alves Prefeito Eleito (3º Mandado) |
| 8       | Hermínio de Laurentiz Neto    |        | 01/01/2013                                  | 14/10/2014                                  | Vice-Prefeito Eleito: Francisco Dias Mançano Junior Prefeito Reeleito (4º Mandado) |
| 8       | Francisco Dias Mançano Júnior |        | 15/10/2014                                  | 31/12/2016                                  | Vice Prefeito assumiu após a Renúncia do Prefeito |
| 9       | Francisco Dias Mançano Júnior |        | 01/01/2017                                  | 31/12/2020                                  | Vice-Prefeito Eleito: Nivaldo Mazzi (De 01/01/2017 a 25/10/2018) Formação: Médico (Faculdade de Medicina, UFU, Turma 1976) Especialização Médica: Gastroenterologista (FMRP-USP, Turma 1982)                                               |
| 10      | Celso Antônio Romano          |        | 01/01/2021                                  | 31/12/2024                                  | Vice-Prefeito Eleito: José Carlos Caporusso Formação: Fisioterapia (Unimep, Turma 1988) Ocupação: Empresário |
| 11      | Francisco Dias Mançano Júnior |        | 01/01/2025                                  | Atual                                       | Vice-Prefeito Eleita: Daniel Louzada Prefeito Eleito (2º Mandado) |

### Galeria de Fotos
1. ↑  Inauguração Estações Guariba e Hammond - Acesso no Link: https://memoria.bn.gov.br/DocReader/DocReader.aspx?bib=829692&pesq=%22guariba%22&pasta=ano%20189&hf=memoria.bn.gov.br&pagfis=839
2. ↑  Ato de Criação Distrito Policial 1896. Acesso no Link: https://memoria.bn.gov.br/DocReader/DocReader.aspx?bib=227900&pesq=%22guariba%22&pasta=ano%20189&hf=memoria.bn.gov.br&pagfis=4480
3. 1 2 3 4 5 6 7 8 9 10  Guariba 100 anos. [S.l.: s.n.] 1996. p. 38 a 40
4. 1 2 3 4 5  Nomeação 18-08-1897. Acesso no Link: https://memoria.bn.gov.br/DocReader/DocReader.aspx?bib=090972_05&pesq=%22guariba%22&pasta=ano%20189&hf=memoria.bn.gov.br&pagfis=7946
5. 1 2 3 4  Nomeações 30-12-1897. Acesso no Link: https://memoria.bn.gov.br/DocReader/DocReader.aspx?bib=090972_05&pesq=%22guariba%22&pasta=ano%20189&hf=memoria.bn.gov.br&pagfis=8468
6. 1 2  Districto de Guariba 1908. Composição Administrativa. Acesso no Link: https://memoria.bn.gov.br/docreader/DocReader.aspx?bib=313394&pagfis=36469
7. 1 2  Nomeações 20-09-1900. Acesso no Link: https://memoria.bn.gov.br/DocReader/DocReader.aspx?bib=090972_06&pesq=%22guariba%22&pasta=ano%20190&hf=memoria.bn.gov.br&pagfis=1043
8. ↑  LEI N.917, DE 3 DE AGOSTO DE 1904 - Acesso no Link: https://www.al.sp.gov.br/repositorio/legislacao/lei/1904/lei-917-03.08.1904.html
9. 1 2 3  Nomeações 30-10-1904. Link: https://memoria.bn.gov.br/DocReader/DocReader.aspx?bib=090972_06&pesq=%22guariba%22&pasta=ano%20190&hf=memoria.bn.gov.br&pagfis=5430
10. ↑  Citação João de Almeida - 14-08-1911 Correio Paulistano (SP). Acesso no Link: https://memoria.bn.gov.br/DocReader/DocReader.aspx?bib=090972_06&pesq=%22districto%20de%20Guariba%22&pasta=ano%20191&hf=memoria.bn.gov.br&pagfis=22129
11. ↑  Resultado Eleição 06-11-1904. Acesso no Link:https://memoria.bn.gov.br/DocReader/DocReader.aspx?bib=090972_06&pesq=%22guariba%22&pasta=ano%20190&hf=memoria.bn.gov.br&pagfis=5431
12. 1 2  Nomeações 11-01-1905. Acesso no Link: https://memoria.bn.gov.br/DocReader/DocReader.aspx?bib=090972_06&pesq=%22guariba%22&pasta=ano%20190&hf=memoria.bn.gov.br&pagfis=5854
13. ↑  Licença Domingos Braga 22-11-1911 Correio Paulistano (SP). Link: https://memoria.bn.gov.br/DocReader/DocReader.aspx?bib=090972_06&Pesq=%22districto%20de%20Guariba%22&pagfis=23120
14. ↑  Correio Paulistano (SP) ed. 29-01-1905. Acesso no Link: https://memoria.bn.gov.br/DocReader/DocReader.aspx?bib=090972_06&pesq=%22guariba%22&pasta=ano%20190&hf=memoria.bn.gov.br&pagfis=6064
15. ↑  Organização municipal. Acesso no Link: https://www.al.sp.gov.br/repositorio/legislacao/lei/1906/lei-1038-19.12.1906.html
16. 1 2  Nomeaçoes 21-09-1907. Acesso no Link: https://memoria.bn.gov.br/DocReader/DocReader.aspx?bib=090972_06&pesq=%22guariba%22&pasta=ano%20190&hf=memoria.bn.gov.br&pagfis=11622
17. ↑  Nomeação 16-01-1908. Acesso no Link: https://memoria.bn.gov.br/DocReader/DocReader.aspx?bib=090972_06&pesq=%22guariba%22&pasta=ano%20190&hf=memoria.bn.gov.br&pagfis=12420
18. 1 2 3 4 5  Nomeação 03-10-1908. Acesso no Link: https://memoria.bn.gov.br/DocReader/DocReader.aspx?bib=090972_06&pesq=%22guariba%22&pasta=ano%20190&hf=memoria.bn.gov.br&pagfis=14037
19. ↑  Exoneração 28-03-1909. Acesso no Link: https://memoria.bn.gov.br/DocReader/DocReader.aspx?bib=090972_06&pesq=%22guariba%22&pasta=ano%20190&hf=memoria.bn.gov.br&pagfis=15213
20. ↑  Nomeação 29-05-1909. Acesso no Link: https://memoria.bn.gov.br/DocReader/DocReader.aspx?bib=090972_06&pesq=%22guariba%22&pasta=ano%20190&hf=memoria.bn.gov.br&pagfis=15592
21. ↑  Nomeação José Tavares Paes 16-01-1910. Acesso no Link: https://memoria.bn.gov.br/DocReader/DocReader.aspx?bib=090972_06&pesq=%22Guariba%22&pasta=ano%20191&hf=memoria.bn.gov.br&pagfis=17375
22. ↑  Nomeação Joaquim do Amaral 16-09-1910. Acesso no link: https://memoria.bn.gov.br/DocReader/DocReader.aspx?bib=090972_06&pesq=%22Guariba%22&pasta=ano%20191&hf=memoria.bn.gov.br&pagfis=19101
23. 1 2 3 4  Nomeações Districto Guariba 25-09-1910. Acesso no Link: https://memoria.bn.gov.br/DocReader/DocReader.aspx?bib=090972_06&pesq=%22Guariba%22&pasta=ano%20191&hf=memoria.bn.gov.br&pagfis=19178
24. ↑  Exoneração Joaquim do Amaral 12-05-1911. Acesso no Link: https://memoria.bn.gov.br/DocReader/DocReader.aspx?bib=090972_06&pesq=%22Guariba%22&pasta=ano%20191&hf=memoria.bn.gov.br&pagfis=21176
25. ↑  Posse Joaquim do Amaral 20-09-1911 - Correio Paulistano (SP). Acesso no Link: https://memoria.bn.gov.br/DocReader/DocReader.aspx?bib=090972_06&Pesq=%22districto%20de%20Guariba%22&pagfis=22498
26. ↑  Posse Joaquim do Amaral em 19-09-1911. Acesso no Link: https://memoria.bn.gov.br/DocReader/DocReader.aspx?bib=090972_06&pesq=%22Guariba%22&pasta=ano%20191&hf=memoria.bn.gov.br&pagfis=22487
27. ↑  Nomeação Manoel Ortiz 26-04-1912. Acesso no Link: https://memoria.bn.gov.br/DocReader/DocReader.aspx?bib=090972_06&pesq=%22Guariba%22&pasta=ano%20191&hf=memoria.bn.gov.br&pagfis=24732
28. 1 2  Nomeações 31-05-1912. Acesso no Link: https://memoria.bn.gov.br/DocReader/DocReader.aspx?bib=090972_06&Pesq=%22Guariba%22&pagfis=25076
29. 1 2 3  Nomeação Juizes de Paz 28-10-1913. Correio Paulistano (SP). Acesso no Link: https://memoria.bn.gov.br/DocReader/DocReader.aspx?bib=090972_06&Pesq=%22districto%20de%20Guariba%22&pagfis=30870
30. ↑  Posse Elpídio Alves Bastos 17-01-1914. Acesso no Link: https://memoria.bn.gov.br/DocReader/DocReader.aspx?bib=090972_06&Pesq=%22Guariba%22&pagfis=31763
31. ↑  Elpídio Alves Bastos Eleito 16-10-1915. Acesso no Link: https://memoria.bn.gov.br/DocReader/DocReader.aspx?bib=090972_06&Pesq=%22Guariba%22&pagfis=34928
32. 1 2  Nomeações 29-07-1915. Acesso no Link: https://memoria.bn.gov.br/DocReader/DocReader.aspx?bib=090972_06&Pesq=%22Guariba%22&pagfis=36548
33. ↑  Exoneração  Persio do Amaral Pestana 18-08-1915. Acesso no Link: https://memoria.bn.gov.br/DocReader/DocReader.aspx?bib=090972_06&Pesq=%22Guariba%22&pagfis=36748
34. ↑  20-03-1918 - Correio Paulistano (SP). Acesso no Link: https://memoria.bn.gov.br/DocReader/DocReader.aspx?bib=090972_06&Pesq=%22Guariba%22&pagfis=45955
35. ↑  16-10-1916 Publicação Correio Paulistano. Acesso no Link: https://memoria.bn.gov.br/DocReader/DocReader.aspx?bib=090972_06&Pesq=%22Guariba%22&pagfis=48080
36. ↑  Exoneração Domingos Braga 23-04-1919. Acesso no Link: https://memoria.bn.gov.br/DocReader/DocReader.aspx?bib=090972_06&Pesq=%22Guariba%22&pagfis=49270
37. ↑  Francisco Gomes de Brito 08-07-1919. Acesso no Link: https://memoria.bn.gov.br/DocReader/DocReader.aspx?bib=090972_06&Pesq=%22Guariba%22&pagfis=49837
38. ↑  Representação habitantes de Guariba pela Emancipação. Acesso no Link: https://memoria.bn.gov.br/DocReader/DocReader.aspx?bib=090972_06&Pesq=%22Guariba%22&pagfis=40559
39. ↑  Parecer nº43 levantamento pré-requisitos de Município. Acesso no Link: https://memoria.bn.gov.br/DocReader/DocReader.aspx?bib=090972_06&Pesq=%22Guariba%22&pagfis=40569
40. ↑  Aprovação Projeto de Lei nº 21. Acesso no Link: https://memoria.bn.gov.br/DocReader/DocReader.aspx?bib=090972_06&Pesq=%22districto%20de%20Guariba%22&pagfis=44075
41. ↑  Acervo Histórico da ALESP. Acesso no Link: https://app.al.sp.gov.br/acervohistorico/exposicoes/interior-paulista/ribeirao-preto/guariba/
42. ↑  Criação do municipio de Guariba na comarca de Jaboticabal. Acesso no Link: https://www.al.sp.gov.br/repositorio/legislacao/lei/1917/lei-1562-06.11.1917.html
43. ↑  Telegrama Presidente do Estado sobre criação do muncípio de Guariba (Correio Paulistano 11-11-1917). Acesso no Link: https://memoria.bn.gov.br/DocReader/DocReader.aspx?bib=090972_06&Pesq=%22vespasiano%20vaz%22&pagfis=44372
44. ↑  Reconhecimento Município de Guariba Assembleia Estadual. Acesso no Link: https://memoria.bn.gov.br/DocReader/DocReader.aspx?bib=090972_06&Pesq=%22Guariba%22&pagfis=44173
45. ↑  Tomada de Posse Antonio Sobral Netto 11-04-1918. Acesso pelo link: https://memoria.bn.gov.br/DocReader/DocReader.aspx?bib=830453&pesq=%22guariba%22&pasta=ano%20191&hf=memoria.bn.gov.br&pagfis=918
46. ↑  Composição Câmara Municipal 1918. Acesso no Link: https://memoria.bn.gov.br/docreader/DocReader.aspx?bib=313394&pagfis=72304
47. ↑  24-07-1918 . Correio Paulistano (SP). Não necessidade de Nomeação Juiz de Preparado. Acesso no Link: https://memoria.bn.gov.br/DocReader/DocReader.aspx?bib=090972_06&Pesq=%22Guariba%22&pagfis=47218
48. ↑  Diretório do Partido Republicano de Guariba 1917. Acesso pelo 

Link: https://memoria.bn.gov.br/DocReader/DocReader.aspx?bib=090972_06&Pesq=%22Guariba%22&pagfis=44508
49. ↑  Exposição Formandos 06-12-1909. Jornal "Correio da Manhã (RJ)" -  Acesso no link:

https://memoria.bn.gov.br/DocReader/DocReader.aspx?bib=089842_01&pesq=%22antonio%20sobral%20netto%22&pasta=ano%20190&hf=memoria.bn.gov.br&pagfis=21595
50. ↑  Prova Prática Medicina 23-11-1909. Jornal do Brasil (RJ). Acesso no Link: https://memoria.bn.gov.br/DocReader/DocReader.aspx?bib=030015_02&pesq=%22antonio%20sobral%20netto%22&pasta=ano%20190&hf=memoria.bn.gov.br&pagfis=35496
51. ↑  Guariba 100 anos. [S.l.: s.n.] 1996. p. 50 a 55
52. ↑  Missa Sétimo dia de José Bonifácio. Jornal “Correio Paulistano (SP)” 09-04-1944 Acesso pelo link: https://memoria.bn.gov.br/DocReader/DocReader.aspx?bib=090972_09&pesq=%22jose%20bonifacio%20do%20amaral%22&pasta=ano%20194&hf=memoria.bn.gov.br&pagfis=18461
53. ↑  Resultado Eleições 1919. Acesso no Link: https://memoria.bn.gov.br/DocReader/DocReader.aspx?bib=090972_06&Pesq=%22Guariba%22&pagfis=48788
54. ↑  Resultado Eleições Municipais de 1919. Acesso no Link: https://memoria.bn.gov.br/DocReader/DocReader.aspx?bib=090972_06&Pesq=%22Guariba%22&pagfis=51039
55. 1 2 3  Estatísticas Municipais 1922. Acesso no Link: https://memoria.bn.gov.br/docreader/DocReader.aspx?bib=313394&pagfis=81143
56. 1 2  Estatística Municipios de São Paulo 1926. Acesso no Link: https://memoria.bn.gov.br/docreader/DocReader.aspx?bib=313394&pagfis=94640
57. ↑  História da Santa Casa de Misericórdia de Guariba. Acesso no Link: https://santacasaguariba.com.br/quem_somos.html
58. ↑  Nota de Falecimento. Jornal "Correio Paulistano (SP)" 30-08-1946. Acesso no Link: https://memoria.bn.gov.br/DocReader/DocReader.aspx?bib=090972_09&Pesq=%22antonio%20sobral%22&pagfis=29925
59. ↑  Convocação missa sétimo dia de falecimento. Jornal "Correio Paulistano (SP)" 03-09-1946. Acesso no Link: https://memoria.bn.gov.br/DocReader/DocReader.aspx?bib=090972_09&pesq=%22Ant%C3%B4nio%20Sobral%20Netto%22&hf=memoria.bn.gov.br&pagfis=29987
60. ↑  Resultados Escola de Pharmacia. Jornal "Correio Paulistano (SP)" de 16-12-1903 . Acesso no link:https://memoria.bn.gov.br/DocReader/DocReader.aspx?bib=090972_06&pesq=%22sylvio%20vaz%20de%20arruda%22&pagfis=3850
61. ↑  Resultados Avalaiações. Jornal Correio Paulistano (SP) 05-12-1905. Acesso no link: https://memoria.bn.gov.br/DocReader/DocReader.aspx?bib=090972_06&Pesq=%22sylvio%20vaz%20de%20arruda%22&pagfis=7759
62. 1 2 3 4 5 6 7 8 9  Guariba 100 Anos. [S.l.: s.n.] 1996. p. 224
63. ↑  Guariba 100 anos. [S.l.: s.n.] 1996. p. 105
64. ↑  Correio Paulistano (SP) 10-09-1914. Acesso no Link: https://memoria.bn.gov.br/DocReader/DocReader.aspx?bib=090972_06&pesq=%22Francisco%20de%20Toledo%20Arruda%22&pasta=ano%20191&hf=memoria.bn.gov.br&pagfis=31691
65. 1 2  «Prefeitura do Município de Jahu». Prefeitura do Município de Jahu. Consultado em 15 de outubro de 2024
66. ↑  Lista de Formados na USP ESALQ, pagina 73. link: https://www.esalq.usp.br/acom/docs/livro.pdf
67. ↑  Jornal Correio Paulistano 28-11-1914. Acesso no Link: http://200.144.6.120/uploads/acervo/periodicos/jornais/BR_APESP_CPNO_19141128.pdf
68. ↑  O Jornal (RJ). Promoção Victor Valentie 25-09-1943. Acesso no Link: https://memoria.bn.gov.br/DocReader/DocReader.aspx?bib=110523_04&pesq=%22Victor%20Valentie%20de%20Oliveira%22&hf=memoria.bn.gov.br&pagfis=17734
69. ↑  Diario de Noticias (RJ) -  Homologação Concurso DASP 21-05-1939. Acesso no Link: https://memoria.bn.gov.br/DocReader/DocReader.aspx?bib=110523_03&pesq=%22Victor%20Valentie%20de%20Oliveira%22&hf=memoria.bn.gov.br&pagfis=51036
70. ↑  Nomeação Epaminondas Fernandes 14-03-1931. Acesso no Link: https://memoria.bn.gov.br/DocReader/DocReader.aspx?bib=153931_01&pesq=%22Epaminondas%20Fernandes%22&hf=memoria.bn.gov.br&pagfis=5799
71. ↑  Licença Epaminondas (Pedro Faro assumi provisoriamente). Acesso no Link: https://memoria.bn.gov.br/DocReader/DocReader.aspx?bib=213829&pesq=%22Epaminondas%20Fernandes%22&hf=memoria.bn.gov.br&pagfis=13920
72. ↑  de Oliveira, Xavier (1918). Album dos doutorandos. Rio de Janeiro: Leite Ribeiro & Maurillo. p. 81
73. ↑  Appendicite e falsas appendicites, these do Rio de Janeiro, 1919 - Disponível no link:https://memoria.bn.gov.br/DocReader/DocReader.aspx?bib=081272x&pesq=%22epaminondas%20fernandes%22&pasta=ano%20193&pagfis=33661
74. ↑  Exoneração Epaminondas Fernandes de Oliveira do HCE, Jornal "A Noite (RJ)", 27-05-1919. Disponível no link: https://memoria.bn.gov.br/DocReader/DocReader.aspx?bib=348970_01&pesq=%22epaminondas%20fernandes%20de%20oliveira%22&hf=memoria.bn.gov.br&pagfis=15022
75. ↑  Exoneração Epaminondas Fernandes de Oliveira do HCE, Jornal "O Imparcial (RJ)", 28-05-1919. Disponível no link:https://memoria.bn.gov.br/DocReader/DocReader.aspx?bib=107670_01&pesq=%22epaminondas%20fernandes%20de%20oliveira%22&hf=memoria.bn.gov.br&pagfis=24021
76. ↑  Almanak Laemmert MG 1924 - Disponível no link: https://memoria.bn.gov.br/DocReader/DocReader.aspx?bib=313394&pesq=%22epaminondas%20fernandes%22&pasta=ano%20191&hf=memoria.bn.gov.br&pagfis=87118
77. ↑  Almanak Laemmert MG 1925 - Disponível no link: https://memoria.bn.gov.br/DocReader/DocReader.aspx?bib=313394&pesq=%22epaminondas%20fernandes%22&pasta=ano%20191&hf=memoria.bn.gov.br&pagfis=91774
78. ↑  Citação Exames da Escola de Pharmácia, Odontologia e Obstetrícia de São Paulo - 1930. Acesso no Link:https://memoria.bn.gov.br/DocReader/DocReader.aspx?bib=090972_08&pesq=%22pedro%20faro%22&hf=memoria.bn.gov.br&pagfis=1442
79. ↑  Citação Vestibular da Escola de Pharmácia, Odontologia e Obstetrícia de São Paulo - 1930. Acesso no Link: https://memoria.bn.gov.br/DocReader/DocReader.aspx?bib=090972_08&pesq=%22pedro%20faro%22&hf=memoria.bn.gov.br&pagfis=1701
80. ↑  Nota de Falecimento Pedro Faro 16-03-1939. Acesso no Link: https://memoria.bn.gov.br/DocReader/DocReader.aspx?bib=090972_08&pesq=%22pedro%20faro%22&hf=memoria.bn.gov.br&pagfis=28402
81. ↑  Exoneração Epaminondas 10-10-1933. Acesso no Link: https://memoria.bn.gov.br/DocReader/DocReader.aspx?bib=348970_03&pesq=%22epaminondas%20fernandes%22&pasta=ano%20193&hf=memoria.bn.gov.br&pagfis=14814
82. ↑  História do Guaribinha Futebol Clube – Guariba (SP). Acesso no Link: https://historiadofutebol.com/blog/?p=36718
83. 1 2  Exoneração de Sylvio Vaz e Nomeação de José Francisco Silva 20-06-1938. Acesso no Link: https://memoria.bn.gov.br/DocReader/DocReader.aspx?bib=090972_08&pesq=%22sylvio%20vaz%20de%20arruda%22&pasta=ano%20193&hf=memoria.bn.gov.br&pagfis=24594
84. ↑  Correio de S. Paulo. Coluna sobre Rodolpho Albino 19-06-1936. Acesso no Link: https://memoria.bn.gov.br/DocReader/DocReader.aspx?bib=720216&pesq=%22Rodolpho%20Albino%22&hf=memoria.bn.gov.br&pagfis=9242
85. ↑  O Estado (PR). Nota de Cornelio Procópio 24-11-1937. Acesso no Link: https://memoria.bn.gov.br/DocReader/DocReader.aspx?bib=830275&pesq=%22Rodolpho%20Albino%22&hf=memoria.bn.gov.br&pagfis=3153
86. ↑  Associação Rural de Cornélio Procópio. Diário do Paraná 27-04-1947. Acesso no Link: https://memoria.bn.gov.br/DocReader/DocReader.aspx?bib=171433&pesq=%22Rodolpho%20Albino%22&hf=memoria.bn.gov.br&pagfis=3637
87. ↑  Citação José Silva e Juvena Campos 26-07-1938. Correio Paulistano (SP). Acesso pelo Link: https://memoria.bn.gov.br/DocReader/DocReader.aspx?bib=090972_08&pesq=%22juvenal%20de%20campos%22%20guariba&hf=memoria.bn.gov.br&pagfis=25100
88. ↑  DECRETO N. 9.720, DE 9 DE NOVEMBRO DE 1938, Acesso no Link: https://www.al.sp.gov.br/repositorio/legislacao/decreto/1938/decreto-9720-09.11.1938.html
89. ↑  Fechamento do Exercício Financeiro de Guariba 1939. Acesso pelo link: https://memoria.bn.gov.br/DocReader/DocReader.aspx?bib=090972_09&pesq=%22jose%20silva%22%20guariba&hf=memoria.bn.gov.br&pagfis=183
90. ↑  Exoneração José Francisco Silva 02-08-1941, Acesso no Link: https://memoria.bn.gov.br/DocReader/DocReader.aspx?bib=090972_09&pesq=%22bento%20carlos%20botelho%20do%20amaral%22&hf=memoria.bn.gov.br&pagfis=7475
91. ↑  Posse Bento Carlos Botelho do Amaral - 02-08-1941. Acesso no Link: https://memoria.bn.gov.br/DocReader/DocReader.aspx?bib=090972_09&pesq=nomea%C3%A7%C3%A3o%20guariba&hf=memoria.bn.gov.br&pagfis=7561
92. ↑  Comunicado de Falecimento. Jornal "Correio Paulistano (SP)" de 28-10-1956. Acesso no link: https://memoria.bn.gov.br/DocReader/DocReader.aspx?bib=090972_10&pesq=%22carlos%20Botelho%20do%20Amaral%22&hf=memoria.bn.gov.br&pagfis=33904
93. ↑  Posse Prefeitura 30-03-1946 - Jornal Correio Paulistano. Acesso no Link: https://memoria.bn.gov.br/DocReader/DocReader.aspx?bib=090972_09&pesq=%22jose%20pacifico%22&hf=memoria.bn.gov.br&pagfis=27793
94. ↑  Nomeação de José Pacífico 1946. Acesso no Link: https://memoria.bn.gov.br/DocReader/DocReader.aspx?bib=093351&pesq=%22guariba%22&hf=memoria.bn.gov.br&pagfis=4163
95. ↑  Exoneração José Pacifico 21-02-1947 - Jornal Correio Paulistano. Acesso no Link: https://memoria.bn.gov.br/DocReader/DocReader.aspx?bib=090972_09&pesq=%22jose%20pacifico%22&hf=memoria.bn.gov.br&pagfis=31983
96. ↑  Exoneração José Pacifico 21-02-1947 - Jornal de Noticias (SP). Acesso no Link: https://memoria.bn.gov.br/DocReader/DocReader.aspx?bib=583138&pesq=%22guariba%22&pasta=ano%20194&hf=memoria.bn.gov.br&pagfis=2413
97. ↑  Nomeação Alípio de Andrade 22-02-1947 - Jornal Correio Paulistano (SP). Acesso no Link: https://memoria.bn.gov.br/DocReader/DocReader.aspx?bib=090972_09&pesq=%22alipio%20de%20andrade%22&hf=memoria.bn.gov.br&pagfis=32177
98. ↑  Nomeação Sebastião Duarte 01-04-1947 - Jornal Diário da Noite (SP). Acesso no Link: https://memoria.bn.gov.br/DocReader/DocReader.aspx?bib=093351&pesq=%22sebastiao%20duarte%22&hf=memoria.bn.gov.br&pagfis=7704
99. ↑  Nomeação Sebastição Duarte 01-04-1947 - Jornal "A Tribuna (SP)". Acesso no Link: https://memoria.bn.gov.br/DocReader/DocReader.aspx?bib=153931_02&Pesq=prefeito%20guariba%201947&pagfis=35883
100. ↑  Nomeação Sebastião Duarte 01-04-1947 - Jornal do Notícias (SP). Acesso no Link: https://memoria.bn.gov.br/DocReader/DocReader.aspx?bib=583138&Pesq=prefeito%20guariba%201947&pagfis=2730
101. ↑  Nomeação Sebastição Duarte 01-04-1947 - Jornal "Correio Paulistano (SP)". Acesso no Link: https://memoria.bn.gov.br/DocReader/docreader.aspx?bib=090972_09&pasta=ano%20194&pesq=%22sebastiao%20duarte%22&pagfis=32473
102. ↑  Repasse Imposto Federal aos municípios. Acesso no Link: https://memoria.bn.gov.br/DocReader/DocReader.aspx?bib=890383&pesq=%22jose%20silva%22%20guariba&hf=memoria.bn.gov.br&pagfis=17053
103. ↑  Resultado das Eleições 10-1951. Acesso no Link: https://memoria.bn.gov.br/DocReader/DocReader.aspx?bib=583138&pesq=%22Jose%20filho%22%20guariba&hf=memoria.bn.gov.br&pagfis=18943
104. ↑  «Ministros e Secretários Egressos | Escola Superior de Agricultura "Luiz de Queiroz"». www.esalq.usp.br. Consultado em 6 de novembro de 2024
105. ↑  Memorial de Presidentes da instituição. Acesso no Link: https://socicana.com.br/institucional/presidentes/
106. ↑  «Folha de S.Paulo - Vice-governador de SP morre aos 86 anos - 29/02/2000». www1.folha.uol.com.br. Consultado em 6 de novembro de 2024
107. ↑  Eleito Paulo Mangoline Eleições 1959. Acesso no Link: https://memoria.bn.gov.br/DocReader/DocReader.aspx?bib=090972_10&pesq=%22raul%20bauab%22&hf=memoria.bn.gov.br&pagfis=50839
108. ↑  Citação Prefeito e Vice. 04-05-1960. Correio Paulistano (SP). Acesso no Link: https://memoria.bn.gov.br/DocReader/DocReader.aspx?bib=090972_11&pesq=%22Paulo%20Mangoline%22&hf=memoria.bn.gov.br&pagfis=1823
109. ↑  «EMENDA CONSTITUCIONAL Nº 14, DE 9 DE SETEMBRO DE 1980.». www.planalto.gov.br. Consultado em 28 de setembro de 2024
110. ↑  Nova República. Acesso no Link: https://mundoeducacao.uol.com.br/historiadobrasil/brasil-atual.htm
111. ↑  Biografia e Indicação Municipal. Acesso no Link: https://sapl.guariba.sp.leg.br/media/sapl/public/materialegislativa/2023/10672/proposicao-ind-1625.pdf
112. 1 2  «Divulgação de Candidaturas e Contas Eleitorais». divulgacandcontas.tse.jus.br. Consultado em 4 de outubro de 2024
113. ↑  «Divulgação de Candidaturas e Contas Eleitorais». divulgacandcontas.tse.jus.br. Consultado em 7 de outubro de 2024
114. ↑  «Divulgação de Candidaturas e Contas Eleitorais». divulgacandcontas.tse.jus.br. Consultado em 7 de outubro de 2024
115. ↑  Renúncia Hermínio de Laurentiz Neto 14-10-2014. Acesso no Link: https://g1.globo.com/sp/ribeirao-preto-franca/noticia/2014/10/herminio-de-laurentiz-neto-renuncia-ao-cargo-de-prefeito-de-guariba-sp.html
116. ↑  «Divulgação de Candidaturas e Contas Eleitorais». divulgacandcontas.tse.jus.br. Consultado em 7 de outubro de 2024
117. ↑  Nota de Pesar do falecimento do Vice-Prefeito Nivaldo Mazzi. Acesso no Link: http://cmararaquara.ddns.net/Siave/arquivo?Id=203727
118. ↑  Biografia Francisco Mançano. Acesso no Link: https://sapl.guariba.sp.leg.br/media/sapl/public/documentoacessorio/2022/4579/biografia_do_homenageado.pdf
119. ↑  EX-ESTÁGIARIOS DA SEÇÃO DE ENDOSCOPIA DIGESTIVA DO HOSPITAL DAS CLÍNICAS DA FACULDADE DE MEDICINA DE RIBEIRÃO PRETO DA UNIVERSIDADE DE SÃO PAULO (Número 25) .Acesso pelo link:

https://cirurgiadigestiva.fmrp.usp.br/endoscopia-digestiva/ex-estagiarios/
120. ↑  «Divulgação de Candidaturas e Contas Eleitorais». divulgacandcontas.tse.jus.br. Consultado em 7 de outubro de 2024
121. ↑  «Prefeito e vereadores de Guariba tomam posse; veja lista de eleitos». G1. 1 de janeiro de 2021. Consultado em 4 de outubro de 2024
122. ↑  «Prefeito de Guariba (SP) toma posse nesta quarta (1º); veja lista de vereadores eleitos | Eleições 2024 em Ribeirão e Franca - SP». G1. 31 de dezembro de 2024. Consultado em 1 de janeiro de 2025
123. ↑  https://www.guariba.sp.gov.br/cidade/prefeitos